# TIFF 2007
Cea de-a șasea ediție a Festivalul Internațional de Film Transilvania 2007 s-a desfășurat în perioada 1 iunie - 10 iunie la Cluj și 4 iunie - 10 iunie la Sibiu. Pentru prima dată festivalul s-a organizat în paralel în două orașe. TIFF-ul sibian s-a deschis cu cel mai recent film al lui Radu Gabrea, Cocoșul decapitat iar cel clujean cu filmul lui Cristian Mungiu, 4 luni, 3 săptămâni și 2 zile.
Juriul a fost alcătuit din: Claudia Landsberger (Olanda), președinta organizației European Film Promotion, Vibeke Windeløv (Danemarca), producător de film, Christine Bardsley (Anglia), Film Programme Manager la British Council, Vivi Drăgan Vasile (România), director de imagine, Răzvan Vasilescu (România), actor.
În competiția pentru Trofeul Transilvania. au intrat 11 filme din 11 țări. România a fost reprezentată de pelicula lui Cristian Mungiu 4 luni, 3 săptămâni și 2 zile dar în penultima zi de festival, filmul a fost retras după ce organizatorii Festivalului de la Cannes au cerut ca un film premiat la această manifestare să nu mai facă parte dintr-o altă competiție și să nu mai fie judecat de un alt juriu. 
La festival au fost vizionate 160 de filme (111 lungmetraje și 49 scurtmetraje) din 39 de țări.
Premiul pentru întreaga carieră a fost acordat actriței Irina Petrescu.

## Filmele din competiția oficială
| Titlu original                                   | Titlu românesc                          | Țara                       | Regizor                           |
| ------------------------------------------------ | --------------------------------------- | -------------------------- | --------------------------------- |
| La sagrada familia                               | Familia sfîntă                          | Chile                      | Sebastian Campos                  |
| A Guide to Recognizing Your Saints               | Cum să-ți recunoști sfinții             | Statele Unite ale Americii | Dito Montiel                      |
| Azul oscuro casi negro                           | Albastru închis aproape negru           | Spania                     | Daniel Sánchez Arévalo            |
| Börn                                             | Copii                                   | Islanda                    | Ragnar Bragason                   |
| Cover Boy                                        | Fotomodelul                             | Italia                     | Carmine Amoroso                   |
| Ex Drummer                                       | Fost baterist                           | Belgia/Olanda/Italia       | Koen Mortier                      |
| Farväl Falkenberg                                | Adio, Falkenberg!                       | Suedia                     | Jesper Ganslandt                  |
| Klopka                                           | Capcana                                 | Serbia                     | Srdjan Golubovic                  |
| La antena                                        | Antena                                  | Argentina                  | Esteban Sapir                     |
| Patru luni, trei săptamîni și două zile [retras] | Patru luni, trei săptamîni și două zile | România                    | Cristian Mungiu                   |
| Reprise                                          | Repriza                                 | Norvegia                   | Joachim Trier                     |
| Wir werden uns wiederseh'n                       | Adio, dragostea mea!                    | Elveția                    | Oliver Paulus / Stefan Hillebrand |